# Redcliff Nunatak
Redcliff Nunatak är en nunatak i Antarktis. Den ligger i Östantarktis. Nya Zeeland gör anspråk på området. Toppen på Redcliff Nunatak är 630 meter över havet, eller 38 meter över den omgivande terrängen. Bredden vid basen är 2,7 km.
Terrängen runt Redcliff Nunatak är varierad, och sluttar norrut. Trakten är obefolkad. Det finns inga samhällen i närheten. 